# Eoforschia
Eoforschia es un género de foraminífero bentónico de la subfamilia Forschiinae, de la familia Tournayellidae, de la superfamilia Tournayelloidea, del suborden Fusulinina y del orden Fusulinida. Su especie tipo es Tournayella moelleri. Su rango cronoestratigráfico abarca desde el Tournaisiense superior hasta el Viseense (Carbonífero inferior).

## Discusión
Algunas clasificaciones más recientes incluyen Eoforschia en el suborden Tournayellina, del orden Tournayellida, de la subclase Fusulinana y de la clase Fusulinata.

## Clasificación
Eoforschia incluye a las siguientes especies:
- Eoforschia moelleri